# NGC 5781
NGC 5781 este o galaxie spirală situată în constelația Balanța. A fost descoperită în 11 mai 1831 de către John Herschel. Se află la o distanță de 25,94 de megaparseci de Pământ.